# Ravno (Razgrad)
Ravno (Bulgaars: Равно) is een dorp in het noordoosten van Bulgarije, gelegen in de gemeente Koebrat in oblast Razgrad. Het dorp ligt ongeveer 20 km ten noorden van Razgrad en 277 km ten noordoosten van de hoofdstad Sofia.

## Bevolking
In de laatste officiële cijfers van het Nationaal Statistisch Instituut van Bulgarije woonden er 530 personen in het dorp, een minimum sinds de volkstelling van 1934.
|  |

In het dorp wonen vooral etnische Turken, maar ook een grote minderheid van etnische Roma en een kleinere groep etnische Bulgaren. 
| Etnische samenstelling van de respondenten (2011) | Etnische samenstelling van de respondenten (2011) | Etnische samenstelling van de respondenten (2011) | Etnische samenstelling van de respondenten (2011) | Etnische samenstelling van de respondenten (2011) |
| ------------------------------------------------- | ------------------------------------------------- | ------------------------------------------------- | ------------------------------------------------- | ------------------------------------------------- |
|                                                   |                                                   |                                                   |                                                   |                                                   |
| Bulgaren                                          | Bulgaren                                          |                                                   | 6,9%                                              | 6,9%                                              |
| Turken                                            | Turken                                            |                                                   | 81,2%                                             | 81,2%                                             |
| Roma                                              | Roma                                              |                                                   | 11,2%                                             | 11,2%                                             |
| Anders/Onbekend                                   | Anders/Onbekend                                   |                                                   | 0,7%                                              | 0,7%                                              |

Belovets - Bisertsi - Bozjoerovo - Goritsjevo - Kamenovo - Koebrat - Madrevo - Medovene - Ravno - Savin - Seslav - Sevar - Terter - Totsjilari - Joeper - Zadroega - Zvanartsi